# علي الأديب
علي الأديب هو علي بن محمد الحسين علي الأديب، سياسي يعد من ابرز قيادات حزب الدعوة الإسلامية ولد في مدينة كربلاء عام 1944كان من الجيل الأول الذي انتمى إلى حزب الدعوة الإسلامية وخرج من العراق عام 1980 بعد تعرضه لملاحقة نظام حزب البعث الحاكم آنذاك.

## العودة إلىالعراق
عاد علي الاديب إلى العراق بعد سقوط النظام السابق في نيسان عام 2003، وساهم مع باقي قيادات حزب الدعوة الإسلامية في بناء العملية السياسية في العراق، واصبح عضوا في أول مجلس وطني في العراق بعد سقوط النظام الشمولي، ثم انتخب عضوا في نفس العام الجمعية الوطنية العراقية التي كتبت الدستور الدائمي في العراق، وكان عضوا في لجنة كتابة الدستور، ورئيسا للجنة التربية والتعليم العالي في الجمعية الوطنية.
انتخب عام 2005 عضوا في مجلس النواب العراقي (2005 – 2006)، ثم اعيد انتخابه عضوا في مجلس النواب (2006- 2010).
رشح لمنصب رئيس الوزراء خلفا لزميله في قيادة الحزب، إبراهيم الجعفري الذي اعترضت على إعادة توليه رئاسة الوزراء الكتل الكردية والسنية، لكن ترشيح الاديب نقض في اللحظة الاخيرة من الدوائر السياسية في واشنطن وبعض دول الجوار إضافة إلى بعض الكتل المنضوية تحت التحالف الوطني الشيعي نفسه، ثم اعيد ترشيحه للمنصب عام 2010 اثر اعتراض الكتل السنية والكردية على ترشيح المالكي، قبل ان تصل جميع الأطراف إلى اتفاق يقضي بابقاء المالكي في رئاسة الوزراء وتسليم الاديب منصب وزير التعليم العالي والبحث العلمي في كانون الأول ديسمبر 2010.
أطلق الاديب منذ تسلمه منصب وزير التعليم العالي والبحث العلمي اواخر العام 2010، إستراتيجية وزارة التعليم العالي للاعوام 2011- 2014 والتي رفعت عدد الجامعات العراقية من 19 جامعة حكومية إلى 29 جامعة حكومية. فقد اسس الاديب مجموعة من الجامعات العراقية الجديدة، هي جامعة نينوى، تلعفر، الحمدانية، سومر، القاسم الخضراء، سامراء، القرنة وجامعة النفط و الغاز في البصرة.
وأطلق في نهاية عام 2011، أوسع حركة ابتعاث في تاريخ العراق المعاصر، تضمنت إرسال 10 الاف طالب عراقي للدراسة خارج العراق، كانت الحصة الأكبر منها لحملة الماجستير الذين يرومون الحصول على شهادة الدكتوراه في التخصصات الطبية والهندسية وحافات العلوم.
ترأس الاديب لجنة التعاون الثقافي والعلمي والتعليمي في اتفاقية الإطار الاستراتيجي وعلاقات الصداقة بين جمهورية العراق والولايات المتحدة الأمريكية. واختير عضوا في لجنة الإستراتيجية الوطنية للتربية والتعليم 2012- 2020.
حصل الاديب على شهادة البكالوريوس في علم النفس من جامعة بغداد عام 1965، ونال شهادة الماجستير في علم النفس من كلية الآداب في الجامعة المستنصرية عام 2009 عن رسالته الموسومة (القيم الواردة في كتاب صدام الحضارات وإعادة بناء النظام العالمي للمؤلف الأمريكي صموئيل هنتغتون)، فيما تريث في استكمال أطروحة الدكتوراه بسبب تسلمه مهام عمله وزيرا للتعليم العالي والبحث العلمي.
درس الاديب على يد مفكرين عراقيين كبار، منهم العلامة علي الوردي، ثم مارس مهنة التدريس بعد تخرجه من جامعة بغداد، وقام بتدريس العديد من المواد ذات الاختصاص التربوي مثل طرائق التدريس العامة والخاصة وعلم نفس الطفل والإدارة المدرسية وعلم النفس التربوي.

## المؤلفات
كتب العديد من البحوث والدراسات منذ العام 1967 تناولت في اغلبها المجالات الاجتماعية وتحديث مناهج التربية، فضلا عن اصداره كتابين هما (خارطة طريق لمعضلة العراق، دار بابل، 2012) وكتاب (مناهج الدراسات الإنسانية في العراق).